# Steve Binder
Pour les articles homonymes, voir Binder.
Steve Binder né le 12 décembre 1932 à Los Angeles, Californie, est un réalisateur, producteur, scénariste et monteur de télévision américain.

## Filmographie

### comme réalisateur
- 1961 : The New Steve Allen Show (série télévisée)
- 1965 : Hullabaloo (en) (série télévisée)
- 1965 : The T.A.M.I. Show
- 1966 : A Funny Thing Happened on the Way to the White House (TV)
- 1966 : It's About Time (en) (série télévisée)
- 1966 : Lucy in London (TV)
- 1968 : Petula (TV)
- 1968 : Elvis Presley's '68 Comeback Special (TV)
- 1974 : The Mac Davis Show (série télévisée)
- 1975 : Give 'em Hell, Harry!
- 1977 : Shields and Yarnell (série télévisée)
- 1977 : The Barry Manilow Special (TV)
- 1977 : Rolling Stone Magazine: The 10th Anniversary (TV)
- 1978 : Olivia (TV)
- 1978 : Au temps de la guerre des étoiles (Star Wars Holiday Special) (TV)
- 1980 : The Big Show (en) (série télévisée)
- 1981 : Diana (TV)
- 1981 : The 33rd Annual Primetime Emmy Awards (TV)
- 1984 : That Was Rock (vidéo)
- 1984 : Blondes vs. Brunettes (TV)
- 1985 : Father Guido Sarducci Goes to College
- 1985 : The Motown Revue Starring Smokey Robinson (série télévisée)
- 1985 : The Patti Labelle Show (TV)
- 1986 : Zoobilee Zoo (série télévisée)
- 1990 : Christmas on Ice (TV)
- 1991 : Victory & Valor: Special Olympics World Games (TV)
- 1992 : Diana Ross Live! The Lady Sings... Jazz & Blues: Stolen Moments (TV)
- 1995 : Aladdin on Ice (TV)
- 1996 : Beauty and the Beast: A Concert on Ice (TV)
- 1997 : Melinda: First Lady of Magic (TV)
- 1998 : Reflections on Ice: Michelle Kwan Skates to the Music of Disney's 'Mulan' (TV)
- 1999 : Michelle Kwan Skates to Disney's Greatest Hits (TV)
- 2003 : The Nick at Nite Holiday Special (TV)
- 2004 : Hollywood Goes to the Bowl 2004 (vidéo)

### comme producteur
- 1966 : Lucy in London (TV)
- 1968 : Petula (TV)
- 1968 : Elvis Presley's '68 Comeback Special (TV)
- 1974 : The Mac Davis Show (série télévisée)
- 1977 : Shields and Yarnell (série télévisée)
- 1977 : The Barry Manilow Special (TV)
- 1977 : The Mac Davis Christmas Special (TV)
- 1978 : Olivia (TV)
- 1981 : Diana (TV)
- 1981 : The 33rd Annual Primetime Emmy Awards (TV)
- 1982 : An Innocent Love (TV)
- 1984 : Elvis: One Night with You (TV)
- 1986 : Pee-wee's Playhouse (série télévisée)
- 1986 : Zoobilee Zoo (série télévisée)
- 1988 : Christmas at Pee Wee's Playhouse (TV)
- 1989 : Super Mario Bros. (The Super Mario Bros. Super Show!) (série télévisée)
- 1990 : World's Greatest Magicians... At the Magic Castle (TV)
- 1990 : Christmas on Ice (TV)
- 1995 : Aladdin on Ice (TV)
- 1996 : Beauty and the Beast: A Concert on Ice (TV)
- 1997 : Melinda: First Lady of Magic (TV)
- 1998 : Reflections on Ice: Michelle Kwan Skates to the Music of Disney's 'Mulan' (TV)
- 1999 : Michelle Kwan Skates to Disney's Greatest Hits (TV)

### comme scénariste
- 1965 : The T.A.M.I. Show
- 1977 : The Barry Manilow Special (TV)
- 1981 : Diana (TV)
- 1981 : The 33rd Annual Primetime Emmy Awards (TV)

### comme monteur
- 1996 : Beauty and the Beast: A Concert on Ice (TV)